# 澤列尼蓋 (馬林區)
50°59′13″N 29°15′31″E / 50.98694°N 29.25861°E
澤列尼蓋（烏克蘭語：Зелений Гай），是烏克蘭北部的村莊，隸屬日托米爾州的科羅斯滕區。該村始建於1615年，面積0.16平方公里，海拔高度166米，2001年人口19，人口密度每平方公里118.75人。